# Mordellistena angolensis
Mordellistena angolensis es una especie de coleóptero de la familia Mordellidae.

## Distribución geográfica
Habita en Angola.